# Johann Lerzer
Johann Baptist Lerzer (né le 19 décembre 1833 à Thannhausen et mort le 3 mars 1917 à Freystadt) est agriculteur, maire et député du Reichstag.

## Biographie
Lerzer étudie à l'école primaire et travaille dans l'agriculture dès son plus jeune âge. Il est d'abord commis communautaire et de 1863 à 1888 maire de Thannhausen, ainsi que membre du conseil de district. En 1878, il est le fondateur de l'association d'élevage de chevaux de Freystadt, ainsi que le premier président de l'Association des agriculteurs chrétiens du Haut-Palatinat. Il est particulièrement engagé dans la création d'une école pour filles et d'une institution pour enfants à Freystadt. En 1887, le chemin de fer de Neumarkt à Freystadt est ouvert, populairement connu sous le nom de «Lerzerbahn» en raison de son initiative.
De 1869 à 1904, il est membre de la chambre des députés de Bavière (de) et de 1887 à 1898, il est membre du Reichstag représentant la 3e circonscription du Haut-Palatinat (Neumarkt, Velburg, Hemau) pour le Zentrum.